# Embalse El Tunal
El Embalse El Tunal y la presa Gral. Martín Miguel de Güemes se encuentran ubicados en el Departamento Metán de la provincia de Salta, norte de la República Argentina; el embalse tiene como función la compensación estacional de las aguas que discurren desde el Embalse de Cabra Corral por el cauce del Río Juramento, distante a 120 km del mismo.

## Descripción
El embalse se ubica a 184 km de la ciudad de Salta y a 80 km de la localidad de Metán, accediéndose a través de la ruta nacional 16 a unos 6 km al oeste de la Estación El Tunal del Ferrocarril General Belgrano.
Con una central hidroeléctrica integrada al Sistema Interconectado Nacional mediante una línea de alta tensión y dos estaciones transformadoras, El Tunal compensa las aguas del Embalse de Cabra Corral, permitiendo poner bajo riego 62 000 ha en la provincia de Salta y 48 300 ha en la provincia de Santiago del Estero.
El embalse se encuentra rodeado de una agreste vegetación de clima subtropical, característica del monte chaqueño.

## Características generales
- Ubicación: Provincia de Salta.
- Río: Juramento.
- Uso predominante: Riego, energía.
- Tipo: Mixta. Materiales sueltos y hormigón aligerado Noetzli Alcorta.
- Tipo de vertedero: De superficie, con compuertas de sector.
- Fundación – Roca-suelo.
- Capacidad de vertedero: 2.000 m³/s.
- Altura máxima: 41,00 m.
- Longitud de coronamiento: 3.202,00 m.
- Volumen de la presa: Materiales sueltos: 4.141.000 m³ y Hormigón: 121.000 m³.
- Volumen o Capacidad de embalse: 310 hm³.
- Espejo: 3800 ha.
- Potencia instalada: 10,8 MW.
- Generación media anual: 50 GWh.
- Proyectista: Agua y Energía Eléctrica S.E.
- Constructor: Sollazo Hnos. S.A.
- Operadora: AES (norteamericana).
- Puesta en operación: 1985.[1]

## Recreación
Si bien la represa es frecuentemente víctima de depredación y posee una gran variabilidad en la cantidad de peces, están permitidos los deportes náuticos y la pesca deportiva contando con instalaciones básicas donde pernoctar y/o acampar. 
Según la época del año el caudal de los ríos y diques varía constantemente, siendo el verano la época de lluvias. Debe tenerse en cuenta las crecidas improvistas del río las cuales son frecuentes por lo que está prohibido acampar cerca de los lechos y/o en sus márgenes. 
Entre las especies más apreciadas se encuentra el dorado que llega a pesar hasta 18 kg (sólo con devolución), el que se encuentra dentro de diferentes programas de conservación; se pescan también tarariras, sábalos, bagres, bogas y pejerreyes entre otros.
La pesca puede realizarse sólo desde su costa y está prohibida la pesca desde embarcaciones, así como el retener o sacrificar dorados.
Preferido por pescadores de la provincia de Tucumán, existen controles constantes por parte de la Secretaría de Medio Ambiente de la provincia de Salta.

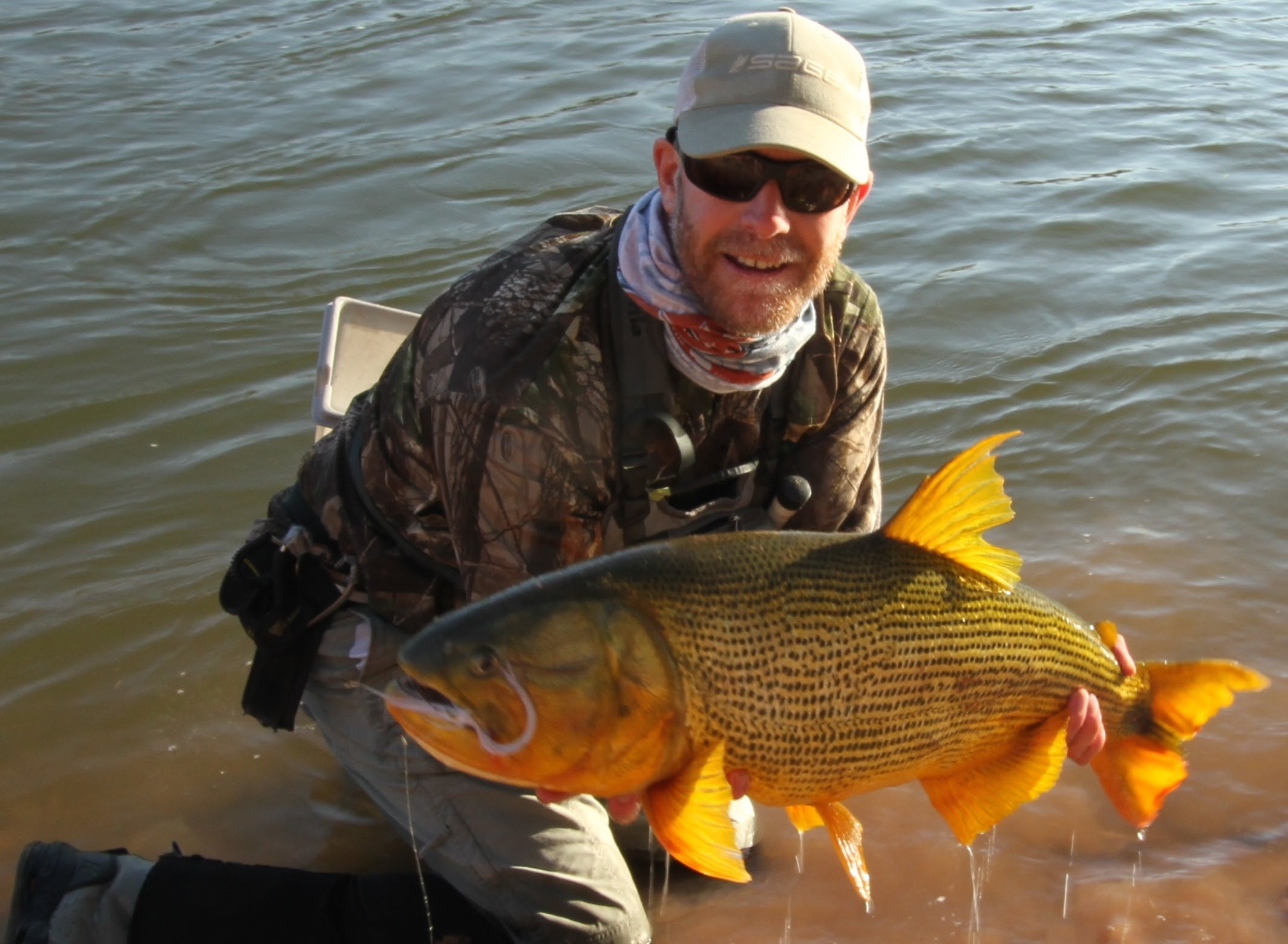
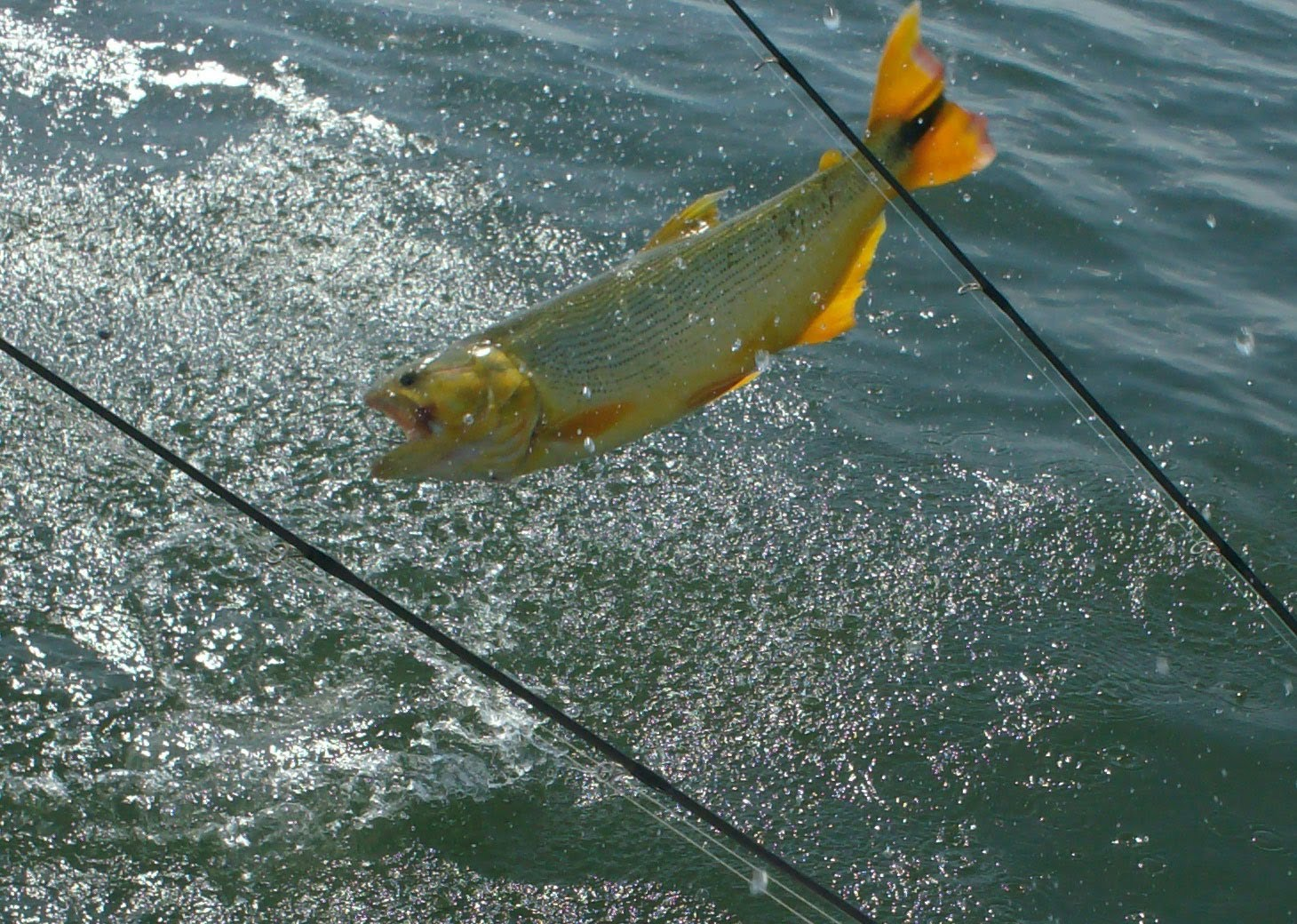
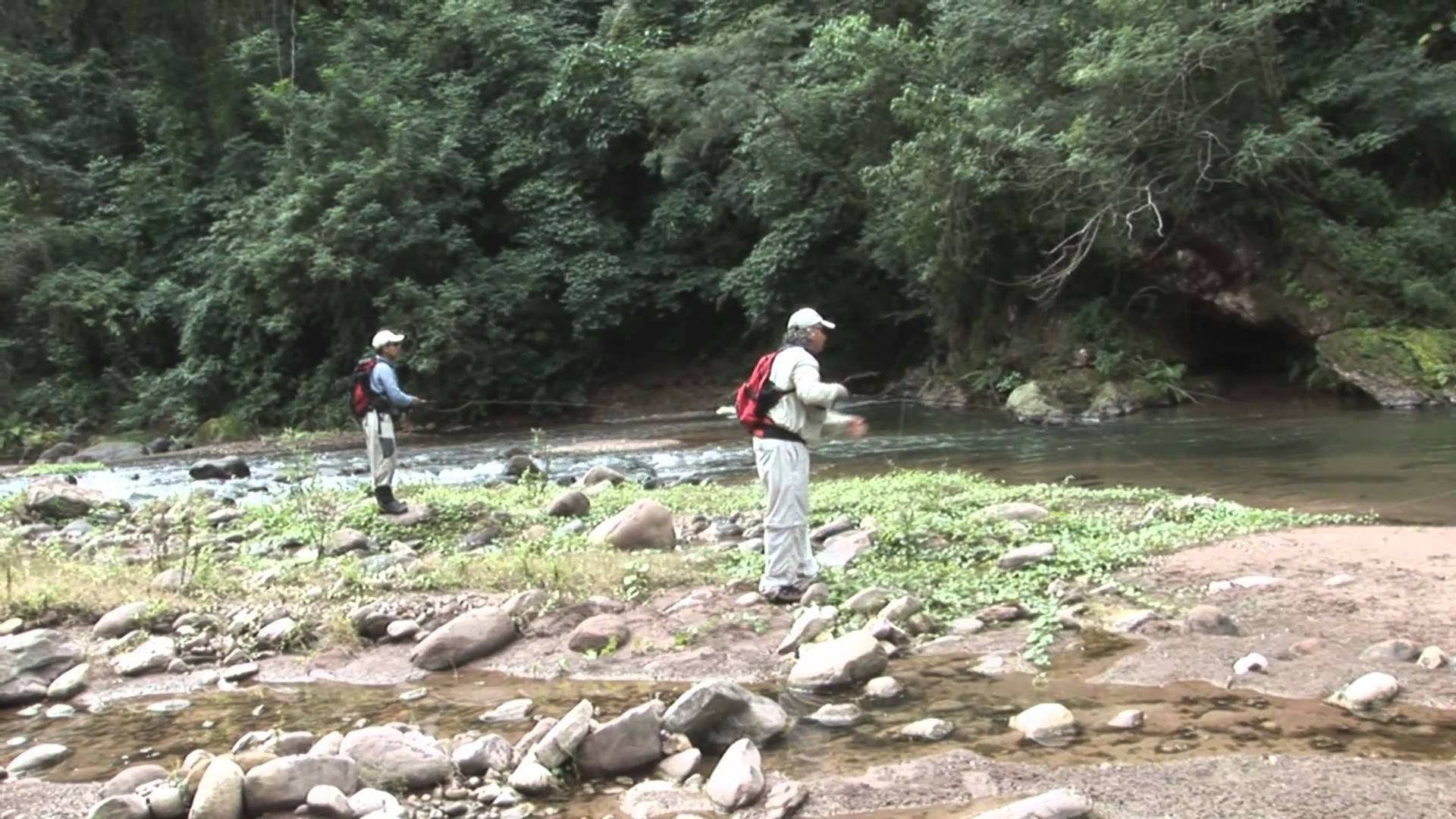
Pesca en el Río Juramento